# Cát Dương
Cát Dương (tiếng Trung: 吉阳区; bính âm: Jíyáng Qū) là một khu (quận) thuộc thành phố Tam Á, tỉnh Hải Nam, Trung Quốc. Tổng diện tích của khu là 372 km², tổng nhân khẩu ước đạt 240 nghìn vào năm 2012.
Ngày 11 tháng 2 năm 2014, Quốc vụ viện Trung Quốc phê chuẩn bãi bỏ sáu trấn của Tam Á và lập mới bốn khu, là Cát Dương (bãi bỏ khu Hà Đông, trấn Cát Dương, ủy hội quản lý vịnh Á Long), Nhai Châu (bãi bỏ trấn Nhai Thành), Thiên Nhai (bãi bỏ khu Hà Tây, trấn Phượng Hoàng, trấn Thiên Nhai, ủy hội quản lý vịnh Tam Á, trấn Bảo Lưu Dục Tài), Hải Đường (bãi bỏ trấn Hải Đường Loan, ủy hội quản lý vịnh Hải Đường).

## Hành chính
- Xã khu: Nguyệt Xuyên 月川, Lâm Xuân 临春, Dung Căn 榕根, Lộc Hồi Đầu 鹿回头, Cảng Môn Thôn 港门村, Thương Phẩm Nhai 商品街, Hạ Dương Điền 下洋田, Hồng Giao 红郊, Hồng Sa 红沙, Đan Châu 丹州, Đại Đông Hải 大东海, Tân Thôn 新村, Lệ Chi Câu 荔枝沟.
- Thôn hành chính: Hải La 海罗, Đông Ngạn 东岸, Điền Độc 田独, Trung Liệu 中廖, Đại Mao 大茅, An La 安罗, Lục Đạo 六道, Bác Hậu 博后, Lục Bàn 六盘, Long Pha 龙坡, Can Câu 干沟, Du Hồng 榆红, Hồng Thổ Khảm 红土坎, Tân Hồng 新红, La Phùng 罗逢, Hồng Hoa 红花, Bão Pha 抱坡, Lạc Bút 落笔, Nam Đinh 南丁.